# He Got Game (ścieżka dźwiękowa)
He Got Game – wydany w 1998 roku studyjny album Public Enemy  i zarazem soundtrack do filmu Spike Lee pt. Gra o honor. Gościnne pojawili się Masta Killa, Stephen Stills, KRS-One i Smoothe da Hustler.

## Lista utworów
| 1.  | "Resurrection" | 4:20  |
|     | - Hank Shocklee - produkcja[5] - Keith Shocklee - produkcja[5] - D. R. Period - produkcja[5] - Masta Killa – wokal[5]                                                       |       |
| 2.  | "He Got Game" | 4:46  |
|     | - Hank Shocklee - produkcja[5] - Keith Shocklee - produkcja[5] - D. R. Period - produkcja[5] - Shabach Community Choir of Long Island - chór[5] - Stephen Stills – wokal[5] |       |
| 3.  | "Unstoppable" | 3:14  |
|     | - Gary G-Wiz - produkcja[5] - KRS-One – wokal[5] |       |
| 4.  | "Shake Your Booty" | 3:46  |
|     | - Hank Shocklee - produkcja[5] - Keith Shocklee - produkcja[5] - D. R. Period - produkcja[5] - 4 Kast – wokal drugoplanowy[5]                                               |       |
| 5.  | "Is Your God a Dog" | 5:09  |
|     | - Abnes (Abnormal) Dubose - produkcja[5] - Corey Brewer - współprodukcja[5] - Johnny Juice - skrecze[5]                                                                     |       |
| 6.  | "House of the Rising Son" | 3:16  |
|     | - Kerwin Young - produkcja, klawisze, bas, saksofon[5] - Gary G-Wiz - współprodukcja[5]                                                                                     |       |
| 7.  | "Revelation 33 1/3 Revolutions" | 4:11  |
|     | - Hank Shocklee - produkcja[5] - Keith Shocklee - produkcja[5] - Minnesota - produkcja[5]                                                                                   |       |
| 8.  | "Game Face" | 3:18  |
|     | - Hank Shocklee - produkcja[5] - Keith Shocklee - produkcja[5] - D. R. Period - produkcja[5]                                                                                |       |
| 9.  | "Politics of the Sneaker Pimps" | 3:17  |
|     | - Gary G-Wiz - produkcja[5] |       |
| 10. | "What You Need is Jesus" | 3:30  |
|     | - Gary G-Wiz - produkcja[5] - Kyle "Ice" Jason – wokal drugoplanowy[5] - Veda – wokal drugoplanowy[5] - Paul Logus – gitara[5]                                              |       |
| 11. | "Super Agent" | 3:36  |
|     | - Abnes (Abnormal) Dubose - produkcja[5] - David Phelps – gitara[5] |       |
| 12. | "Go Cat Go" | 3:48  |
|     | - Danny Saber - produkcja[5] - Jack Dangers - produkcja, emax, skrecze[5] - Reeves Gabrels – gitara[5]                                                                      |       |
| 13. | "Sudden Death (Interlude)" | 2:05  |
|     | - Kerwin Young - produkcja, klawisze, bas[5] |       |
|     | | 48:16 |
|     | |       |